# Prix de l'Espérance
Ne doit pas être confondu avec le Prix de l'Espérance (course hippique) ou le Prix de l'Espérance (tennis).

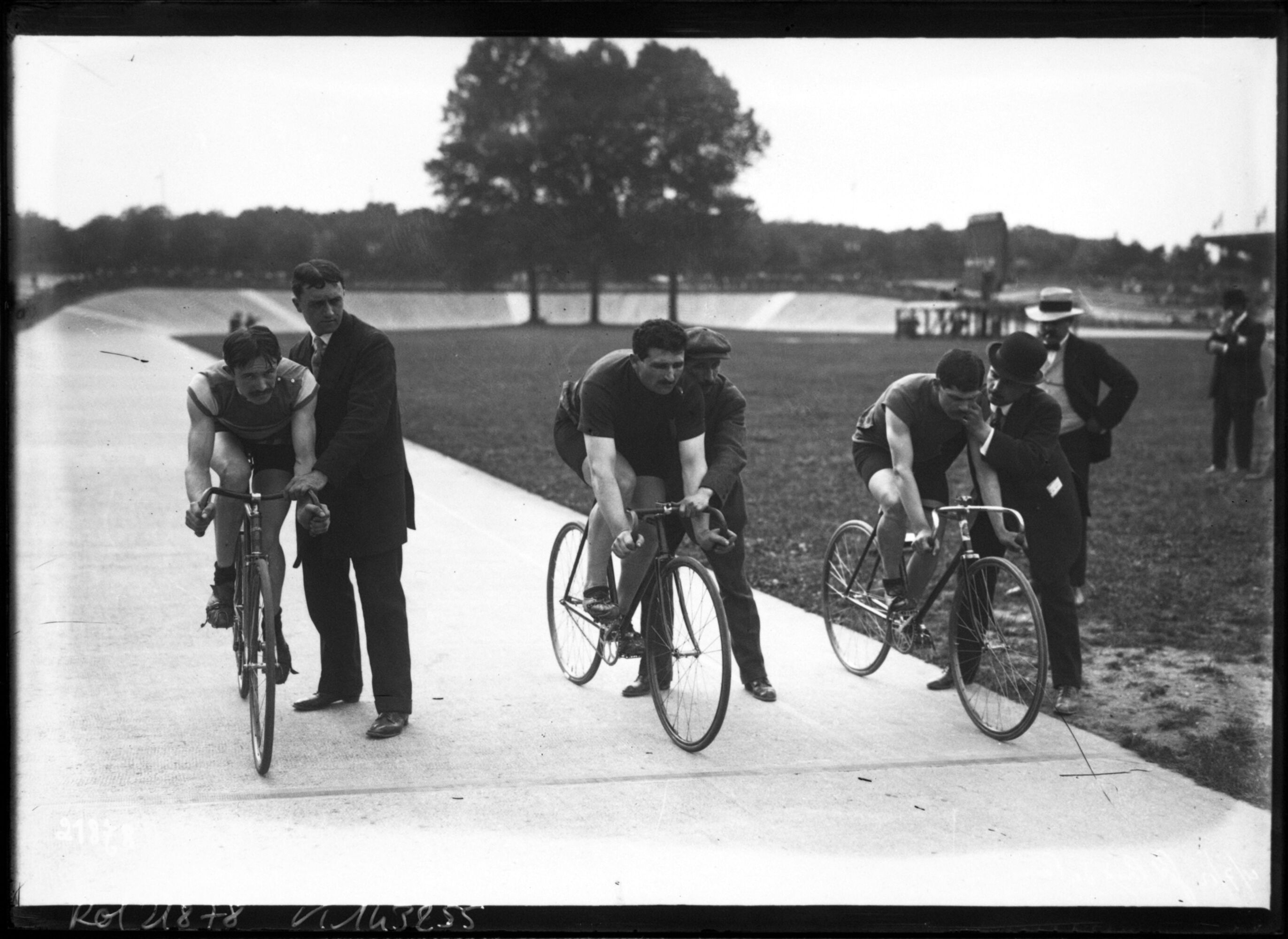
Finale du prix de l'Espérance 1912, Martin, Moretti, Paul Didier, sur la piste municipale de Vincennes

Le Prix de l'Espérance est une ancienne compétition de cyclisme sur piste, épreuve de repêchage du Grand Prix de Paris, institué en 1895 et qui se courait à la piste municipale.

## Histoire
Le Grand Prix de Paris se court par séries qui se disputent le premier dimanche et qualifient 8 hommes; un prix de repêchage, ou prix de l'Espérance est couru le jeudi et en désigne un neuvième. Ces neuf hommes sont répartis le second dimanche en trois demi-finales, dont le gagnant est qualifié pour la finale du Grand Prix.
Des contrats rémunérateurs, pour le restant de la saison, étaient promis aux hommes se qualifiant, pour la dernière journée, du Grand Prix. De ce fait, les professionnels attachaient beaucoup d'importance à ce repêchage et les coureurs de second plan, participant au Prix de l'Espérance, pouvaient etre tenter par la possibilité de se faire payer leurs services le plus cher possible, par le plus offrant des champions aux prises.
Il n'y a pas de finale en 1914, et 1920, les deux premiers de chaque demi-finale sont qualifiés pour les demi-finales du Grand Prix.
En 1921, 1922 et 1923, quatre hommes qualifiés pour les demi-finales du Grand Prix. En 1924 retour à la formule initiale
En 1931 et 1932, un repéché qualifié pour les 1/4 de finale. À partir de 1933, un repéché pour les 1/2 finales

## Palmarès
| Année     | Vainqueur                | Deuxième              | Troisième             |
| --------- | ------------------------ | --------------------- | --------------------- |
| 1895      | Gaston Courbe d'Outrelon | Émile Huet            | Henri Depasse (Dary)  |
| 1896      | Edmond Jacquelin         | Murphy                | Robert Protin         |
| 1897      | Edmond Jacquelin         | Jean Gougoltz         | Jules Fischer         |
| 1898      | Ludovic Morin            | Léon Domain           | Luigi Pontecchi (de)  |
| 1899      | Harrie Meyers            | Louis Grogna          | Jean Broka (d)        |
| 1900      | Edmond Jacquelin         | Louis Grogna          | Anton Huber           |
| 1901,     | Willy Arend              | Charles Van Den Born  | Federico Momo         |
| 1902      | Richard Heller déclassé  | Alphonse Didier-Nauts | Paul Bourotte         |
| 1903,     | Charles Van Den Born     | Willy Arend           | Gianfranco Eros       |
| 1904      | Otto Meyer               | Pietro Bixio          | Jean Mathieu          |
| 1905      | Thorvald Ellegaard       | Tom-Sydney Jenkins    | Angelo Gardellin (it) |
| 1906,     | Sigmar Rettich           | Angelo Gardellin (it) | Walter Rütt           |
| 1907,     | Émile Delage             | Sigmar Rettich        | Emil Dörflinger       |
| 1908      | Julien Pouchois          | Boutellier            | Quessart              |
| 1909,     | Cesare Moretti           | Léon Hourlier         | Julien Pouchois       |
| 1910      | Walter Rütt              | Victor Dupré          | Sigmar Rettich        |
| 1911      | Cesare Moretti           | Fournous              | Marcel Dupuy          |
| 1912,     | Cesare Moretti           | Martin                | Paul Didier           |
| 1913      | Willy Lorenz             | Willy Arend           | Charles Meurger       |
| 1914      | -                        | Pas de finale         | -                     |
| 1915-1919 | -                        | Non disputé           | -                     |
| 1920-1923 | -                        | Pas de finale         | -                     |
| 1924      | William Bailey           | Henri Bellivier       | Piere Sergent         |
| 1925      | Robert Spears            | Joseph Peyrode        | Lucien Faucheux       |
| 1926      | Lucien Michard           | William Bailey        | Gerard Leene          |
| 1927      | Ernest Kauffmann         | Robert Spears         | Paul Texier           |
| 1928,     | William Bailey           | Maurice Schilles      | Léon Galvaing         |
| 1929,     | Raymond Mourand          | William Bailey        | Pierre Chapalain      |
| 1930      | Mathias Engel            | Cesare Moretti        | Chéron                |
| 1931,     | Pierre Chapalain         | Raymond Mourand       | Mario Bergamini       |
| 1932,     | Lucien Faucheux          | Jef Scherens          | Orlando Piani         |
| 1933      | Albert Richter           | Avanti Martinetti     |                       |
| 1934      | Marcel Jézo              | Charles Rampelberg    |                       |
| 1935      | Roger Beaufrand          | Marcel Jézo           |                       |
| 1936,     | Albert Richter           | Marcel Jézo           |                       |
| 1937,     | Toni Merkens             | Marcel Jézo           |                       |
| 1938      | André De Winter          | Pierre Georget        | Willy Falck Hansen    |
| 1939,     | Willy Falck Hansen       | Jacobus van Egmond    |                       |
| 1940      | -                        | Non disputé           | -                     |
| 1941,     | Adolphe Prat             | Jacques Verna         |                       |
| 1942,     | Jan Derksen              | Guy Claisy            |                       |
| 1943,     | Pierre Georget           | Maurice Etienne       |                       |
| 1944,     | Maurice Etienne          | Jacques Lohmüller     |                       |
| 1945      | André Degelas            | Marcel Jézo           |                       |
| 1946,     | Jan Derksen              | Guy Claisy            | Yves Vigué            |
| 1947      | Oscar Plattner           | Henri Sensever        | Pierre Iacoponelli    |
| 1948      | Jef Scherens             | Pauwels               | Oscar Plattner        |
|           |                          |                       |                       |

## Repêchés ayant gagné le Grand Prix
- Edmond Jacquelin : 1900